# Чемпионат Индии по волейболу среди мужчин
Чемпионат Индии по волейболу среди мужчин — ежегодное соревнование мужских волейбольных команд Индии. Проводится с 1952 года.

## Формула соревнований
Чемпионат Индии проводится в одном городе в конце текущего или начале последующее года. В нём принимают участие сборные штатов, союзных территорий, а также различных общефедеральных структур. 
Розыгрыш состоит из предварительного этапа и плей-офф. На предварительной стадии команды делятся на 6 групп по 4-6 команд, причём сильнейшие команды по итогам предыдущего чемпионата составляют две сильнейшие группы «А» и «В». В группах участники играют в один круг. По итогам групповых турниров 6 команд (по три лучшие команды из групп «А» и «В») напрямую выходят в четвертьфинал плей-офф. Ещё два места в ¼-финала роазыгрывается по двухступенчатой формуле: вначале стыковые матчи проводят лучшие команды из групп «С» и «D», «E» и «F»; затем победители составляют квалификационные пары против худших команд из групп «А» и «В». Две лучшие квалифицировавшиеся команды присоединяются к вышеупомянутой шестёрке и по системе с выбыванием определяют двух финалистов, которые разыгрывают первенство.
За победы со счётом 3:0 и 3:1 команды получают по 3 очка, за победы 3:2 — по 2, за поражения 2:3 — по 1, за поражения со счётом 0:3 и 1:3 очки не начисляются.
Чемпионат 2022 прошёл со 2 по 9 февраля 2023 года (начало отложено из неблагоприятной эпидемической обстановки) в Гувахати (штат Ассам) с участием 31 команды: 24 команды штатов (Тамилнад, Пенджаб, Раджастхан, Карнатака, Харьяна, Керала, Джаркханд, Одиша, Андхра-Прадеш, Уттаракханд, Гуджарат, Западная Бенгалия, Химачал-Прадеш, Мизорам, Мадхья-Прадеш, Бихар, Телингана, Чхаттисгарх, Ассам, Манипур, Гоа, Махараштра, Уттар-Прадеш, Трипура), 5 команд союзных территорий (Чандигарх, Дели, Пондичерри, Джамму и Кашмир, Ладакх), команда Индийских железных дорог «Индиан Рэйлуэйз» и команда федеральных служащих «Сёрвайсез». Чемпионский титул выиграла команда штата Раджастхан, победившая в финале «Сёрвайсез» 3:0. 3-е место заняла команда штата Тамилнад.

## Чемпионы
| - 1952 Мизорам - 1953 Дели - 1954 Пенджаб - 1955 Пенджаб - 1956 Пенджаб - 1957 «Сёрвайсез» - 1958 Дели - 1959 «Рэйлуэйз» - 1960 «Сёрвайсез» - 1961 «Рэйлуэйз» - 1962 Пенджаб - 1963 Пенджаб - 1964 «Рэйлуэйз» - 1965 Хайдарабад - 1966 «Сёрвайсез» - 1967 Пенджаб - 1968 Пенджаб - 1969 Пенджаб - 1970 Пенджаб - 1971 Пенджаб - 1972 Пенджаб - 1973 Пенджаб - 1974 Уттар-Прадеш - 1975 Тамилнад - 1976 «Сёрвайсез» | - 1977 Пенджаб - 1978 Пенджаб - 1979 «Рэйлуэйз» - 1980 Пенджаб - 1981 Раджастхан - 1982 Харьяна - 1983 «Рэйлуэйз» - 1984 «Рэйлуэйз» - 1985 «Рэйлуэйз» - 1986 Андхра-Прадеш - 1987 «Рэйлуэйз» - 1988 Андхра-Прадеш - 1989 Андхра-Прадеш - 1990 Тамилнад - 1991 Тамилнад - 1992 Тамилнад - 1993 Тамилнад - 1994 Тамилнад - 1995 «Рэйлуэйз» - 1996 «Рэйлуэйз» - 1997 Керала - 1998 Пенджаб - 1999 Пенджаб - 2000 Керала | - 2001 Керала - 2002 Уттаранчал - 2003 «Сёрвайсез» - 2004 Харьяна - 2005 «Рэйлуэйз» - 2006 «Рэйлуэйз» - 2007 Харьяна - 2008 «Рэйлуэйз» - 2009 Тамилнад - 2010 Тамилнад - 2011 Керала - 2012 Керала - 2013 Тамилнад - 2014 «Рэйлуэйз» - 2015 «Рэйлуэйз» - 2016 Керала - 2017 Керала - 2018 Карнатака - 2019 Тамилнад - 2020 Харьяна - 2021 Харьяна - 2022 Раджастхан - 2023 - 2024 Керала |